# جوکارا
جوکارا (نام علمی: Euterpe edulis) نام یک گونه از تیره نخل است.